# Holtheim
Holtheim is een plaats in de Duitse gemeente Lichtenau (Westfalen), deelstaat Noordrijn-Westfalen, en telt 949 inwoners (2007).